# Psarka (dopływ Świśliny)
Psarka – rzeka (struga), prawy dopływ Świśliny o długości 23,36 km.
Struga płynie w Górach Świętokrzyskich. Jej źródła znajdują się u północnych podnóży Bukowej Góry. W dalszym biegu przepływa przez Dolinę Bodzentyńską, od północnej strony opływa Pasmo Bostowskie, aby w końcu, w okolicach wsi Radkowice-Kolonia, wpaść do Świśliny.